# كان-أي-غوت
كهف كان-أي-غوت (أو كاني غوت، "منجم الضياع") هو عبارة عن منطقة محمية جيولوجية (نصب تذكاري طبيعي) يقع على المنحدرات الشمالية لسلسلة جبال تركستان في منطقة باتكين في قيرغيزستان. يتكون الكهف من 18 كهفًا كبيرًا وتجاويف عميقة وممرات ضيقة وأنفاق. يبلغ طوله 6000 متر وعمقه 100 متر. استمعل الكهف من القرن 6 إلى 11 لتنجيم الرصاص والحديد. نجم أيضًا عن الفضة والفلزات ومعادن أخرى بالوقت نفسه. أول المنقبين في الكهف كانوا من العرب، ثم تبعهم الصينيون، وبعد وقت طويل خلال الحرب العالمية الثانية، كان السجناء السياسيون السوفييت ينقبون فيه.
أجري بحث علمي عن التركيب المعدني للرواسب في الكهف بواسطة فلورية الأشعة السينية مع إشعاع سنكروتروني.